# Regina Kopp-Herr

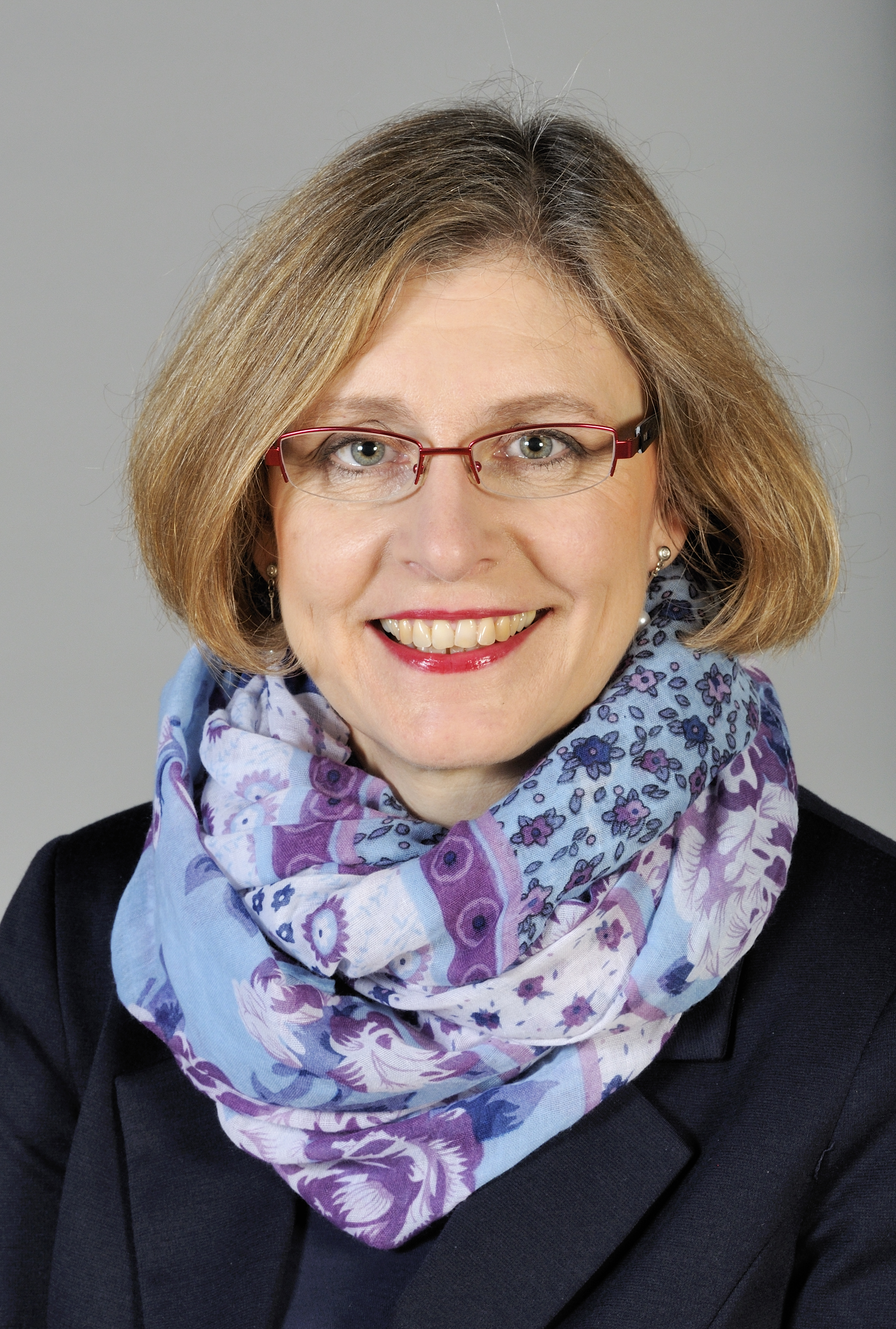
Regina Kopp-Herr (2013)

Regina Kopp-Herr (* 17. August 1957 in Oberhausen als Regina Kopp) ist eine deutsche Politikerin (SPD). Sie war von 2010 bis 2022 Abgeordnete des Landtags Nordrhein-Westfalen. Seit November 2009 ist sie Bezirksbürgermeisterin in Bielefeld-Brackwede.

## Leben

### Beruf
Nach ihrem Schulabschluss der mittleren Reife im Jahr 1973 absolvierte Regina Kopp-Herr in den Jahren 1973 bis 1975 zunächst eine Ausbildung zur Arzthelferin. Im Jahr 1975 nahm sie eine weitere Ausbildung zur medizinisch-technischen Assistentin mit der Fachrichtung Labor auf und schloss diese 1977 ab. Bis zur Geburt ihres ersten Kindes arbeitete sie in ihrem Beruf als MTLA (medizinisch-technische Laborassistentin). Seit 1998 arbeitete sie als pädagogische Fachkraft (Randstundenbetreuung, offene Ganztagsgrundschule) und war zuletzt Projektmanagerin bei den Falken in Bielefeld. Mit Antritt ihres Landtagsmandats ließ sie die Ausübung ihres Berufs ruhen.

### Politik und Engagement
Seit 1992 ist Regina Kopp-Herr Mitglied der SPD, seit 2004 Mitglied der Bezirksvertretung Brackwede, und bis zum Jahr 2009 war sie als sachkundige Bürgerin Mitglied des Jugendhilfeausschusses der Stadt Bielefeld. Im November 2009 wurde Regina Kopp-Herr von der Bezirksvertretung Bielefeld-Brackwede zur ersten Bezirksvorsteherin gewählt. Von Oktober 2009 bis Dezember 2010 war sie Mitglied des Bielefelder Rates und hier in den Ausschüssen Umwelt und Klimaschutz, Jugendhilfeausschuss, Migrationsrat (stellvertretendes Beiratsmitglied), Partnerschaftskommission (beratendes Mitglied). In den Jahren 1994 bis 2009 saß sie in der Schulpflegschaft und in Schulkonferenzen zahlreicher Schulen in Bielefeld, die auch von ihren Kindern besucht wurden. Zudem ist sie seit 2001 Vorsitzende des Fördervereins der Gesamtschule Brackwede, sitzt seit 2006 im Anstaltsbeirat der JVA Bielefeld-Brackwede I und ist seit 2009 im Aufsichtsrat der gemeinnützigen Baugenossenschaft Bielefeld-Brackwede (dort als erste und einzige Frau in den 85 Jahren des Bestehens). Sie war von 2008 bis 2012 Beisitzerin und von 2012 bis 2014 stellvertretende Vorsitzende im Landesvorstand der Arbeitsgemeinschaft sozialdemokratischer Frauen (AsF) und von 2011 bis 2014 Vorstandsmitglied des AsF Unterbezirk Bielefeld. Seit März 2014 ist sie als stellvertretende Vorsitzende im geschäftsführenden Vorstand des SPD-Unterbezirks Bielefeld. Ihre politischen Schwerpunkte sind Kinder, Jugend, Bildung, Frauen und Familie. Seit 2014 ist Kopp-Herr Beirätin bei pro Familia im Ortsverband Bielefeld.

### Mitglied des Landtags
Bei der Landtagswahl in Nordrhein-Westfalen 2010 wurde Kopp-Herr erstmals im Wahlkreis 93 – Bielefeld II direkt für den Landtag in NRW gewählt. Sie konnte damit das Direktmandat im Wahlkreis vom langjährigen MdL Rainer Lux (CDU) für die SPD zurückgewinnen und im Jahr 2012 bei den vorgezogenen Neuwahlen halten. Im Landtag war sie Mitglied im Ausschuss für Familie, Kinder und Jugend und Ausschuss für Frauen, Gleichstellung und Emanzipation, in dem sie ab 2016 die Funktion der Sprecherin ihrer Fraktion innehatte. Bis Anfang 2017 war sie Mitglied in der Enquetekommission „Zukunft der Familienpolitik in Nordrhein-Westfalen“. Bei den Landtagswahlen im Mai 2017 konnte sie das Direktmandat im Wahlkreis erneut verteidigen. Sie war in der 17. Wahlperiode stellvertretende SPD-Fraktionsvorsitzende. Nach der Landtagswahl 2022 schied sie aus dem Landtag aus.

### Privates
Regina Kopp-Herr ist verheiratet und hat vier Kinder.